# Iglesia de San Carlo al Corso
La iglesia de San Carlo al Corso es una iglesia católica del centro de Milán, situada en la plaza homónima, a lo largo del Corso Vittorio Emanuele II.

## Historia

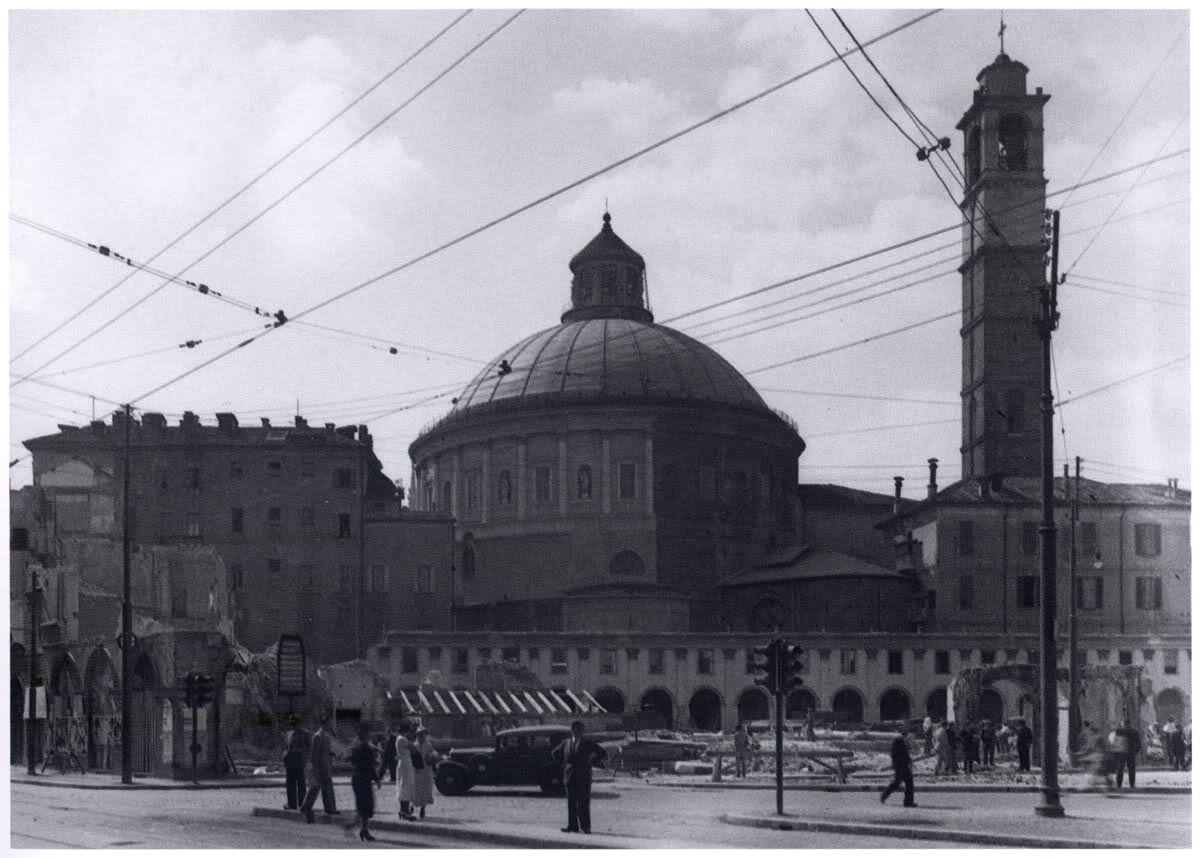
La iglesia vista desde la actual Piazza San Babila en 1935, perspectiva actualmente perdida totalmente.

Construido en sustitución de la iglesia medieval de Santa Maria dei Servi, sede milanesa de la Orden de los Servitas, el edificio actual es un buen ejemplo del estilo neoclásico, inspirado en el Panteón de Roma, con significativas semejanzas también con la basílica de San Francisco de Paula de Nápoles y su columnata hacia la Piazza del Plebiscito.
Su arquitecto fue Carlo Amati (1832), originario de Monza y autor también del proyecto definitivo de la fachada de la Catedral de Milán, aunque las obras fueron dirigidas efectivamente entre 1838 y 1847 por el arquitecto Filippo Pizzagalli. El complejo sustituyó un antiguo convento de los Siervos de María, fundado en 1290 y suprimido por Napoleón en 1799. La nueva iglesia fue realizada como agradecimiento por el cese de una epidemia de cólera, y dedicada a san Carlos Borromeo, el gran obispo milanés, que se había ocupado de las grandes epidemias de peste del siglo xvi.
La intervención, que data de 1814-1847, creó un edificio de planta circular, precedido por una bella plaza porticada e introducido por un pronaos soportado por columnas corintias. En el proyecto originario, al parvis de la iglesia habría debido corresponder, al otro lado de la calle, una exedra porticada.
En agosto de 1938 el papa Pío XI la elevó a la dignidad de basílica menor.
La iglesia de San Carlo está todavía oficiada por los servitas, que han acompañado desde hace años a su labor religiosa una intensa actividad cultural y asistencial. En la posguerra de la Segunda Guerra Mundial las personalidades más destacadas fueron las del padre David Maria Turoldo y Camillo De Piaz, que fundaron una asociación que tomó el antiguo nombre de Corsia dei Servi. En torno a ella surgieron una serie de actividades que catalizaron amplios consensos también entre la burguesía milanesa y apoyaron fuertemente las iniciativas a favor de los huérfanos de don Zeno Saltini y de su Nomadelfia. Sin embargo, la posterior intervención de la Curia frenó grandemente estas iniciativas.

## Descripción

### Exterior

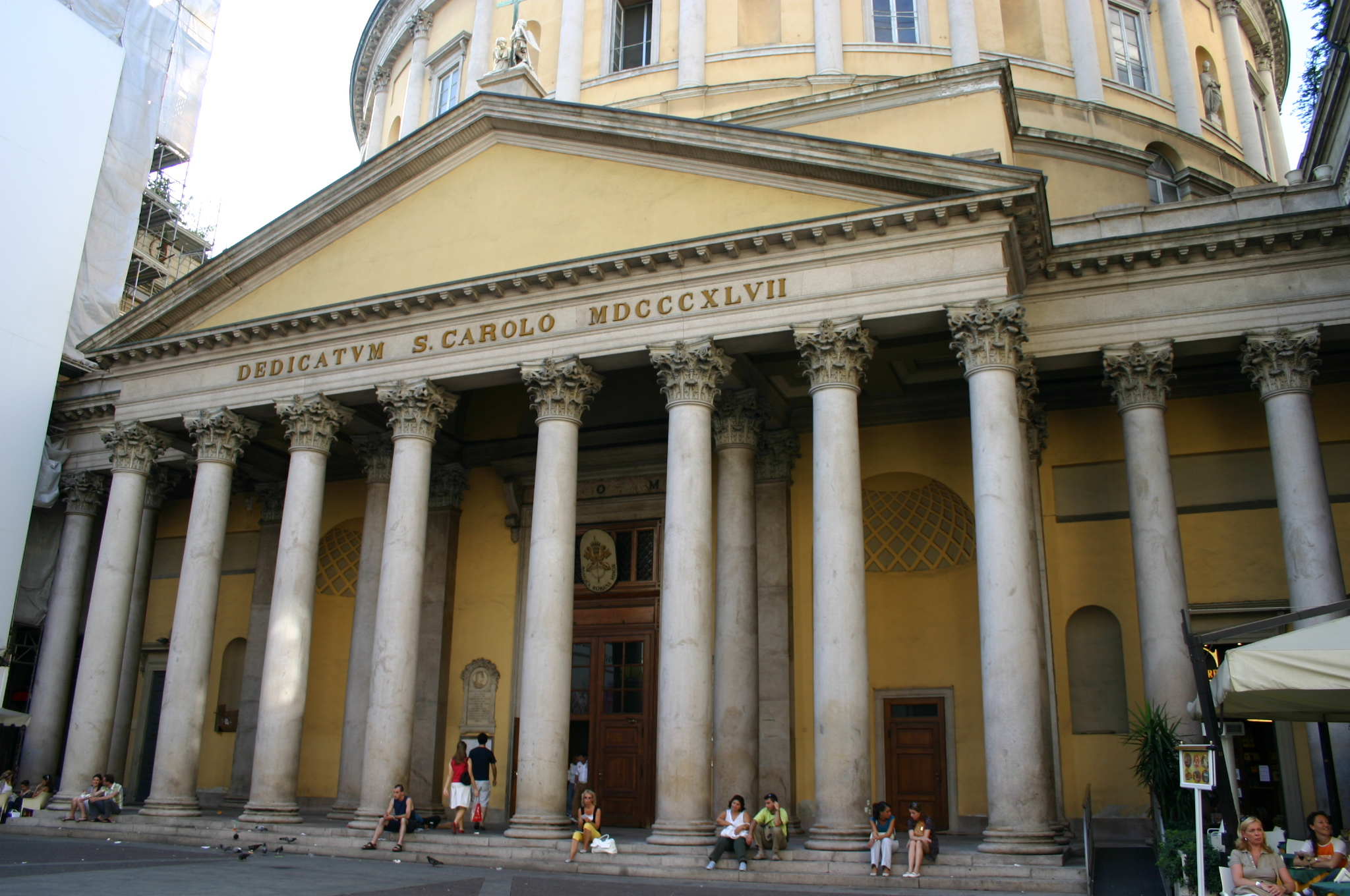
La columnata de la fachada.

En el exterior destaca una columnata frontal, que se extiende hacia los lados formando una plaza cuadrada, abierta hacia el Corso Vittorio Emanuele II, y se compone de treinta y seis grandes columnas corintias monolíticas de granito de Baveno, colocadas sobre una amplia escalinata. La columnata tiene dos pórticos laterales, de tres columnas cada uno, y un pronaos central. Este, al igual que el del Panteón de Roma, está sostenido por ocho columnas en el lado mayor. El pronaos está coronado por un frontón triangular sin decoraciones, coronado por una cruz sostenida por dos ángeles.
La enorme cúpula se asienta sobre una estructura cilíndrica (tambor), embellecida por la alternancia de semicolumnas, ventanas y hornacinas, mientras que la cúspide de la linterna está dividida por cariátides angélicas que separan las ventanas. Detrás de la iglesia se encuentra el campanario que, con sus 84 metros, es el más alto de Milán.

### Interior

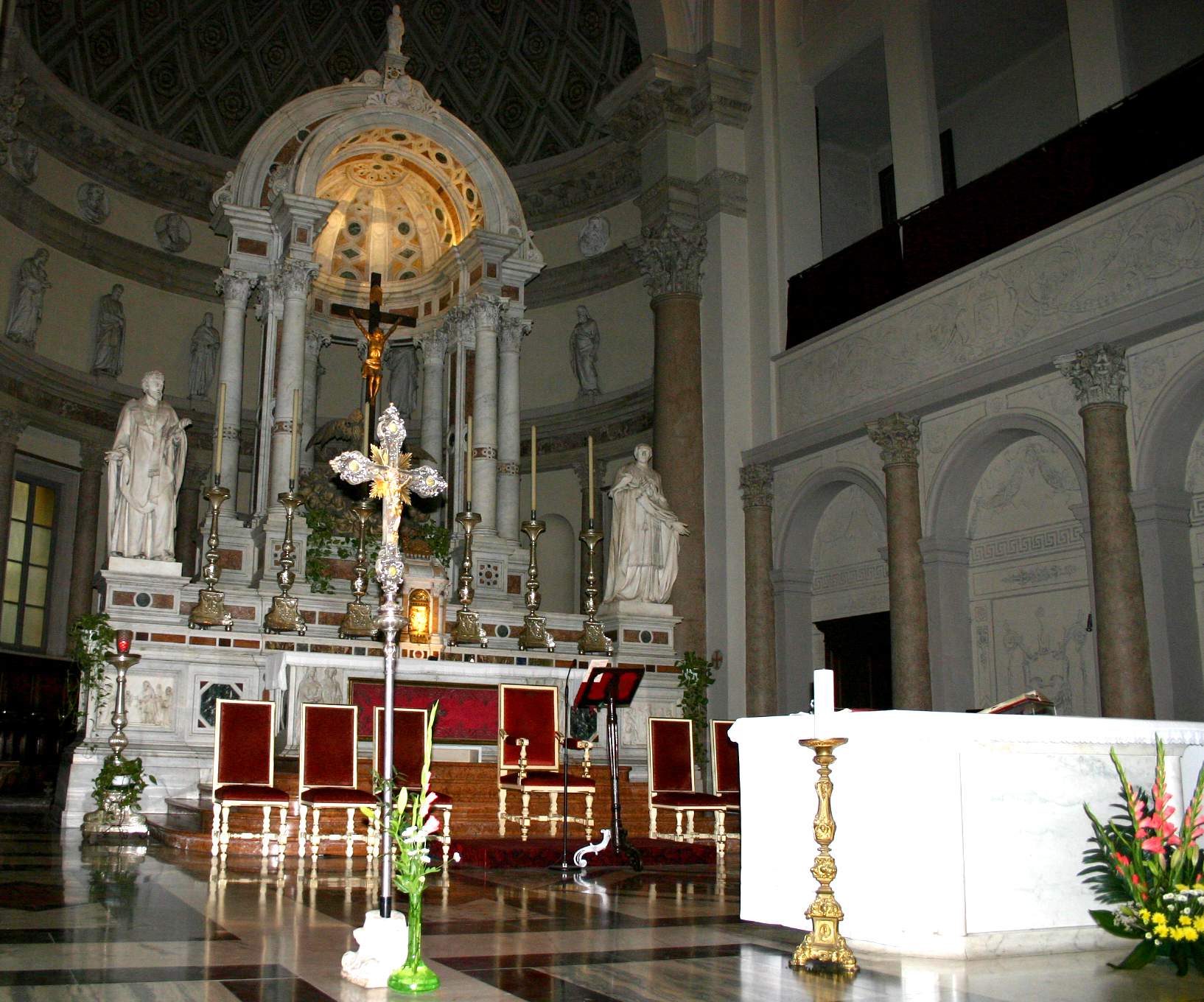
El presbiterio.

En el interior domina la gran nave circular rodeada por la columnata anular de granito rojo que, al igual que en el Panteón, roza las paredes, perforadas por exedras que forman capillas, una de las cuales pertenece a la antigua iglesia conventual, dedicada a la Dolorosa. En el centro, entre las exedras, se abre un profundo presbiterio con una pequeña cúpula, columnas laterales y una ornamentación muy rica.
Sobre el altar mayor del siglo xviii (proveniente de la antigua basílica) está colocado un Crucifijo de madera de Pompeo Marchesi, alumno de Antonio Canova; también es de Marchesi un bonito relieve de mármol con San Carlos Borromeo dando la primera comunión a san Luigi Gonzaga. En los locales del convento adyacente a la iglesia se conservan los retablos de la Oración en el huerto, obra de Giovan Paolo Lomazzo, y la Asunción de Bernardo Zenale.
En 1948-49 Giovanni Testori decoró con frescos las bóvedas. Sin embargo, no fueron apreciados debido a la influencia tan manifiesta de Picasso y, a causa de las protestas de la superintendencia, Testori tuvo que recubrirlos. Todavía en la actualidad están ocultos.
En el interior de la iglesia hay una capilla que contiene los restos mortales del beato Giovannangelo Porro (1451-1505), miembro de una noble familia milanesa y monje en el convento de los servitas de Santa Maria di Milano (la actual iglesia de San Carlo al Corso). La tumba se encuentra aquí, en la iglesia hoy dedicada a san Carlos, debido a que san Carlos Borromeo habría sido curado de niño por intercesión del beato allí venerado.
En el pórtico que hay a la derecha de la iglesia se conserva todavía una animada biblioteca, dedicada a san Carlos.
En el coro izquierdo del presbiterio se encuentra el órgano, fabricado en 1964 por la empresa organera milanesa Balbiani-Vegezzi Bossi.